# 萩・石見空港インターチェンジ
萩・石見空港インターチェンジ（はぎ・いわみくうこうインターチェンジ）は、島根県益田市飯田町にある、山陰自動車道（益田道路）のインターチェンジである。

## 歴史
- 2007年（平成19年）3月24日：高津IC - 須子IC間の開通により供用開始。

## 接続する道路

### 直接接続
- 島根県道331号石見空港飯田線（地域高規格道路石見空港道路）

### 間接接続
- 島根県道・山口県道14号益田阿武線

## 料金所
無料区間のためなし

## インターチェンジ周辺
- 石見空港（萩・石見空港）
- 島根県立万葉公園

## 隣
E9 山陰自動車道
高津IC - 萩・石見空港IC - 須子IC